# Delheid Frères
Delheid Frères is een voormalig Belgisch bedrijf.

## Geschiedenis
Het Brusselse huis Delheid werd rond 1828 gesticht door Michel Delheid (1802-1872). In de periode 1829-1838 werd hij als zilversmid in de Miniemenstraat nr. 8 te Brussel vermeld. In 1842 deponeerde hij zijn meesterteken. Hij was ondertussen naar de Nieuwlandstraat nr. 18 verhuisd en met de Londense Elise Julie Edwards (1809-1853) gehuwd. In 1862 gaven twee van zijn zonen, Edmond-Joseph (1836-1890) en Alphonse-Jules-Jean-Baptiste (1838-1907), de firma haar definitieve benaming Delheid Frères. Zij lieten een nieuw meesterteken registreren, de hoofdletter D onder een slang. Soms wordt een merk teruggevonden waarbij de D boven de slang staat. Het bedrijf werd vóór 1898 overgebracht naar de Artesiëstraat; ten laatste in 1897 werd ook een winkel in de Augustijnenstraat in gebruik genomen.
De firma Delheid Frères is voornamelijk bekend voor zijn grote productie van gebruikszilver in neostijlen. De grote doorbraak van Delheid Frères is in de jaren 1930 te situeren, wanneer ze met hun art-decoproductie internationale erkenning verwerven. Het bedrijf bleef actief tot begin de jaren 1980.

## Objecten
Het zilveren koffie- en theeservies 4247, waarschijnlijk ontworpen door Lucien De Rom, werd op Expo 58 tentoongesteld. Dekselknop en aanhechting van de ivoren handvatten zijn verguld. Het servies is te bewonderen in het Zilvermuseum Sterckshof (inv.nr. S96/7).
- Library of Congress Control Number: no2010138916
- RKD-Nederlands Instituut voor Kunstgeschiedenis: 370735
- Système universitaire de documentation: 165691794
- Virtual International Authority File: 237047738